# Kiedy anioły śpiewają
Kiedy anioły śpiewają (ang. Angels Sing) – amerykański film fabularny z 2013 roku w reżyserii Tima McCanliesa, wyprodukowany przez wytwórnię Lionsgate. Główne role w filmie zagrali Harry Connick Jr., Connie Britton, Chandler Canterbury, Fionnula Flanagan i Willie Nelson.

## Fabuła
Michael Walker (Harry Connick Jr.) to profesor, który w dzieciństwie uwielbiał Boże Narodzenie i od czasu tragicznego wypadku zatracił radość świąt. Wszystko się zmienia, gdy mężczyzna spotyka tajemniczego nieznajomego Nicka (Willie Nelson), który kupuje za bezcen dom, w słynącej z najpiękniejszych świątecznych dekoracji okolicy. Michael jako mąż i ojciec musi się zmierzyć z demonami przyszłości.

## Obsada
- Harry Connick Jr. jako Michael Walker
- Connie Britton jako Susan Walker
- Chandler Canterbury jako David Walker
- Fionnula Flanagan jako Ma
- Lyle Lovett jako Griffin
- Willie Nelson jako Nick
- Kris Kristofferson jako pułkownik

## Odbiór

### Krytyka
Film Kiedy anioły śpiewają spotkał się z negatywną reakcją krytyków. W serwisie Rotten Tomatoes 23% z trzynastu recenzji filmu jest pozytywne (średnia ocen wyniosła 3,8 na 10). Na portalu Metacritic średnia ocen z 8 recenzji wyniosła 39 punktów na 100.